# 梅尔松根
梅尔松根是德国黑森州施瓦尔姆-埃德尔县的一个市镇。总面积63.10平方公里，总人口13420人，其中男性6469人，女性6951人（2011年12月31日），人口密度213人/平方公里。

## 友好城市
- 法國 德勒